# One Up!!!/莓牛乳
《One Up!!!/莓牛乳》是是日本的女子偶像团体美女甜甜圈！！！的第18張單曲，於2012年8月8日由波麗佳音發售。这首单曲曾达到日本Oricon公信榜单曲周排名第四名，日本朝日电视台MUSIC STATION节目排名第五名。这是2012年4月美女甜甜圈！！！第五代成员高橋胡桃、石田佳蓮、玉川来夢和清久レイア加入后她们发行的第一张单曲。

## 概要
与上一张单曲「MAMORE!!!」相隔約7個月發售的作品，是2012年第2張的單曲。
分為初回限定盤A・初回限定盤B・通常盤3種形式發售。

## 收錄内容

### 初回限定盤A
封面照片：遠藤舞、外岡好梨花、横山琉璃香、長野瀨里菜、酒井瞳菊地亞美、三宅瞳、野元愛、高橋胡桃、石田佳蓮、清久レイア
1. One Up!!! [4:04]
作詞：leonn / 作曲：渡邊徹（日语：渡辺徹 (作曲家)） / 編曲：日比野裕史
2. 莓牛乳 [4:31]
作詞・作曲・編曲：宮崎誠
3. 女神的Pulse [4:00]
作詞：leonn / 作曲：渡辺徹 / 編曲：大西克巳
丸大食品『がんばれ!ニッポン! キャンペーン』官方贊助歌曲
4. One Up!!!（Instrumental）
5. 莓牛乳（Instrumental）

DVD
1. One Up!!! -Music Video-
2. One Up!!! -Dancing Ver.-
3. Making of One Up!!! MV

### 初回限定盤B
封面写真：河村唯・朝日奈央・橘ゆりか・大川藍・橋本楓・倉田瑠夏・伊藤祐奈・後藤郁・尾島知佳・玉川来夢
1. One Up!!!
2. 莓牛乳
3. サヨナラ純情 [4:03]
作詞：leonn / 作曲・編曲：日比野裕史
参加成員：長野せりな、菊地亜美、橘ゆりか、大川藍
4. One Up!!!（Instrumental）
5. 莓牛乳（Instrumental）

Blu-ray
1. One Up!!! -Music Video-
2. One Up!!! -Dancing Ver.-
3. Making of One Up!!! MV
4. 莓牛乳 -Music Video-
5. 莓牛乳 -Solo Shot Ver.-
6. Making of 莓牛乳 MV

### 通常盤
1. One Up!!!
2. 莓牛乳
3. One Up!!!（Instrumental）
4. 莓牛乳（Instrumental）

## 備註

## 外部連結
- 波麗佳音介紹網頁
  - 初回限定盤A
  - 初回限定盤B
  - 通常盤